# Alberto Aparicio
Alberto Aparicio (* 11. November 1923 in La Paz; † unbekannt) war ein bolivianischer Fußballspieler. Der Mittelfeldspieler nahm mit der bolivianischen Nationalmannschaft an der Fußball-Weltmeisterschaft 1950 teil. 

## Karriere

### Verein
Auf Vereinsebene spielte Alberto Aparicio im Weltmeisterschaftsjahr 1950 für Ferroviario La Paz. Weitere Daten über seine Vereinskarriere sind nicht bekannt.

### Nationalmannschaft
Aparicio nahm im Jahr 1950 an der Weltmeisterschaft in Brasilien teil. Dort kam er bei der 0:8-Niederlage im einzigen Spiel gegen den späteren Weltmeister Uruguay nicht zum Einsatz.